# Archieparchia Petry i Filadelfii
Archieparchia Petry i Filadelfii (łac. Petrensis et Philadelphiensis) – eparchia Kościoła melchickiego w Jordanii, obejmująca wszystkich katolików obrządku melchickiego żyjących w tym kraju. Została ustanowiona 2 maja 1932, podlega bezpośrednio melchickiemu patriarsze Antiochii. Słowo "Filadelfia" w nazwie pochodzi od historycznej nazwy Ammanu, będącego siedzibą archieparchy. 

## Arcybiskupi Petry i Filadelfii
- Paolo Salman(inne języki) (2 maja 1932 – 1 lipca 1948)
- Mikhayl Assaf(inne języki) (19 września 1948 – 10 sierpnia 1970)
- Saba Youakim(inne języki) BS (15 października 1970 – 24 sierpnia 1992)
- Georges El-Murr BC (26 sierpnia 1992 – 18 czerwca 2007)
- Yasser Ayyash (21 czerwca 2007 – 14 kwietnia 2015)
- Joseph Gébara (od 20 lutego 2018 r.)